# Ad Turres (Tarraconense)
Ad Turres es una de las estaciones a lo largo de la Vía Augusta que aparece en los Vasos Apolinares, y se le supone en algún punto entre Villena (Alicante) y Fuente la Higuera (Valencia). Debió tratarse de alguna villa romana, mansio o posta, dado que al estar introducido el topónimo con ad (en latín, hacia) significa que no estaba al borde de la vía, sino a cierta distancia, unida por un ramal secundario. Aunque antiguamente se la ha relacionado con Castalla, hoy se tiene esa hipótesis por totalmente errónea.